# HMS Fencer (D64)
O HMS Fencer foi um porta-aviões de escolta operado pela Marinha Real Britânica e um membro da Classe Attacker. Sua construção começou em setembro de 1941 na Western Pipe and Steel Company em São Francisco e foi lançado ao mar em abril do ano seguinte, sendo originalmente comissionado na Marinha dos Estados Unidos em fevereiro de 1943 como o USS Croatan, a nona embarcação da Classe Bogue. Era capaz de transportar 24 aeronaves, era armado com uma bateria antiaérea de canhões de 102, 40 e 20 milímetros, tinha um deslocamento carregado de mais de catorze mil toneladas e conseguia alcançar uma velocidade máxima de dezoito nós (33 quilômetros por hora).
O navio originalmente foi planejado como um cargueiro, porém foi comprado pela Marinha dos Estados Unidos no meio da construção e convertido em um porta-aviões de escolta. O Croatan passou apenas sete dias em serviço estadunidense, sendo logo descomissionado e transferido para a Marinha Real Britânica sob o programa de Lend-Lease. O Fencer passou por modificações assim que chegou no Reino Unido e em seguida foi colocado em funções de escolta de comboios no Oceano Atlântico, onde permaneceu até o final de 1943. No ano seguinte foi designado para a Frota Doméstica, participando de ataques contra alvos inimigos e escoltas de comboios para a União Soviética.
O Fencer foi enviado para o Sudeste Asiático no final de 1944, continuando funções de escolta e transporte de aeronaves até o fim da guerra. Em seguida transportou soldados de volta para casa, sendo descomissionado em 1946 e devolvido aos Estados Unidos. Foi vendido em 1947 para a Flotta Lauro, sendo renomeado para SS Sydney e passando por uma conversão a fim de se tornar um navio de passageiros. O navio operou em uma rota entre a Itália e a Austrália até ser vendido em 1969 para outra empresa, tendo um ano antes sendo renomeado para SS Roma. Pelos anos seguintes a embarcação foi comprada e vendida para diferentes proprietários até ser desmontado em 1975.